# Sjaak Pieters
Klaas Pieter "Sjaak" Pieters  (Zwanenburg, 22 juli 1957) is een Nederlands voormalig baanwielrenner. Momenteel is hij algemeen manager bij de wielerploeg Line Lloyd Footwear Cycling.
Pieters werd meerdere malen Nederlands kampioen bij de amateurs op de tandem, tweemaal met Laurens Veldt, driemaal met Ton Vrolijk en eenmaal met Ab Harren. Daarnaast won hij twee keer een bronzen medaille op het wereldkampioenschap tandemsprint. Hij werd tevens eenmaal kampioen op de 1 kilometer voor de elite.
Pieters deed namens Nederland mee aan de Olympische Spelen van 1976 in Montreal, aan de Sprint. Hij werd in de achtste finales uitgeschakeld, wat resulteerde in een 18e plaats in het eindklassement.
Pieters is getrouwd met turnster Ans Dekker, die aanwezig was op de Spelen van 1972 en 1976. Verder is hij de broer van oud-wielrenner en huidig bondscoach van de baanwielrenners Peter Pieters en de oom van Amy en Roy Pieters.

## Overwinningen
1977
- Nederlands kampioen tandemsprint, Amateurs (met Laurens Veldt)

1978
- Nederlands kampioen baanwielrennen over 1 kilometer, Elite
- Nederlands kampioen tandemsprint, Amateurs (met Laurens Veldt)

1982
- Nederlands kampioen tandemsprint, Amateurs (met Ton Vrolijk)

1983
- Nederlands kampioen tandemsprint, Amateurs (met Ton Vrolijk)

1984
- Nederlands kampioen tandemsprint, Amateurs (met Ton Vrolijk)

1985
- Nederlands kampioen tandemsprint, Amateurs (met Ab Harren)